# 37-мм автоматическая установка 66-К
37-мм автоматическая зенитная пушка 66-К — нереализованная советская корабельная двуствольная артиллерийская установка калибра 37 мм. Разрабатывалась для Военно-Морского Флота СССР в 1939—1941 годах. Предназначалась для вооружения лёгких крейсеров проекта 68 и эскадренных миноносцев проекта 35.

## История проектирования
Разработка 37-мм автомата 66-К велась на заводе № 8 параллельно работе над автоматом 61-К. Технический проект спаренной башенной установки 66-К был утверждён 4 августа 1939 года.
Полигонные испытания опытного образца установки проводились на НИМАПе в период с 1 апреля по 5 мая 1941 года, в ходе испытаний была проверена взаимозаменяемость стволов от установок 66-К и 46-К. Полигонные испытания установка прошла, но с началом Великой Отечественной войны проектные работы над ней были прекращены и в серийное производство она так и не поступила.

## Конструкция
Ствол-моноблок имеет клиновой затвор, открывающийся вниз. Автоматика пушки аналогична пушке 70-К. От пушки 70-К 66-К отличается: профилем копира и материалом магазина (не из бронзы, а из ковкого чугуна). Система охлаждения выполнена по типу «Бофорс», вода непрерывно поступала под давлением 3 — 5 атмосфер с расходом 14-15 литров в минуту на ствол. Компрессор закреплён под горловиной люльки, конец штока закреплён к бороде казенника.
Противооткатные устройства аналогичны таким же устройствам установки 70-К. Люлька в виде короба, сваренного из листового материала и разделённого стенкой на два одинаковых отделения, в которых монтировались автоматы. Вертикальное наведение осуществлялось вручную, горизонтальное наведение от электродвигателя с муфтой Дженни № 2,5. Питание обойменное на пять патронов, непрерывное.
Масса штатного осколочно-трассирующего снаряда чертежа 2-04676 — 0,72 кг. Масса заряда марки 7/7 — 205 г. Вес гильзы — 0,688 кг. Вес патрона — 1,445. Вес снаряжённой обоймы — 7,725 кг.